# Armée secrète (France)
Pour les articles homonymes, voir AS et Armée secrète.
Ne doit pas être confondu avec Organisation armée secrète.
L’Armée secrète (AS) est un regroupement de résistants français pendant la Seconde Guerre mondiale, créé en septembre 1942.

## Organisation
Cette structure de combat est issue du regroupement des formations paramilitaires des trois plus importants mouvements de résistance de la zone sud : Combat, Libération-Sud et Franc-Tireur.
Au milieu de l'année 1942, en Région R1, ces trois grands mouvements souhaitent coordonner les unités militaires dont ils disposent, afin de les rendre plus efficaces. Henri Frenay, le chef de Combat, revendique le commandement de la nouvelle structure, mais il se heurte à l'opposition d'Emmanuel d'Astier de La Vigerie, chef de Libération-Sud et à celle de Jean-Pierre Lévy, chef de Franc-Tireur. Jean Moulin tenant à ce que ce poste ne soit pas occupé par une personnalité déjà engagée dans un mouvement, Frenay propose le nom de Charles Delestraint, général rappelé de sa retraite durant la bataille de France, qui admire de Gaulle — qu'il a eu sous ses ordres — et déteste Vichy. C'était le seul officier général à avoir été promu malgré la défaite ; la proposition est acceptée unanimement.
Le 28 août 1942, à Lyon, a lieu la première rencontre entre Jean Moulin et le général Delestraint. À l'issue de l'entretien, Jean Moulin fait mettre immédiatement les trois chefs régionaux des formations paramilitaires des grands mouvements à la disposition de Delestraint, lui permettant ainsi de choisir le plus apte à la direction régionale de l'Armée secrète. À ce poste, clandestin et dangereux, le général nomme le capitaine Claudius Billon. Dès septembre, Billon, connaissant le petit nombre d'hommes engagés dans la Résistance et capables d'accepter responsabilités et risques, après avoir pris les contacts nécessaires, nomme chacun des chefs départementaux AS de R1, à l'exception du chef départemental AS de l'Ain, nommé directement par Delestraint.
En octobre, Delestraint est nommé (officiellement) par le général de Gaulle (le général de Lattre avait également été approché pour ce poste, mais avait refusé). La prise effective de commandement ne se fait toutefois que le 11 novembre 1942,. Son secrétaire à ce poste est François-Yves Guillin ; le chef du 2e bureau de l'AS est Joseph Gastaldo. André Lassagne est l'adjoint de Gastaldo, avant de devenir celui de Delestraint, et le renseignement est confié à Albert Lacaze (4e bureau). Son chef d'état-major est François Morin-Forestier, issu de Combat, état-major dans lequel est également intégré Raymond Aubrac.
Le 27 novembre 1942, à Collonges-au-Mont-d'Or, a lieu la réunion constitutive du Comité de coordination de zone Sud — le chef de l'Armée secrète y est présenté par Jean Moulin aux responsables convoqués. Ce comité est destiné à préparer l'union des trois grands mouvements de résistance,.
Inexpérimenté face aux contraintes de la vie clandestine,, Delestraint passe toutefois en décembre la ligne de démarcation pour prendre contact avec les mouvements majeurs de la zone Nord : Ceux de la Libération, l'Organisation civile et militaire (OCM), le Front national, Libération-Nord. Puis, de retour dans la zone libre, il participe à la création des Mouvements unis de la Résistance (MUR), lors de la réunion du 26 janvier 1943, à Miribel, dans le département de l'Ain,.
En Région R1, au début de février 1943, l'Armée secrète est décapitée par Hugo Geissler, commandeur du Sipo-SD à Vichy, et ses hommes. Le 1er février, à Lyon, place du Pont, il arrête le capitaine Claudius Billon, chef de l'AS de R1 (onze départements), et Pierre Lavergne, son adjoint. Le 3 février, à Saint-Étienne (au 31, rue Basse-des-Rives), lors d'une réunion secrète de l'état-major de l'AS départementale, les mêmes arrêtent le chef de l'AS Loire, le lieutenant Gaëtan Vidiani, et ses compagnons. Le 10 février, au Puy-en-Velay, ils poursuivent le démantèlement de l'AS en R1 avec l'arrestation du chef de l'AS Haute-Loire, le capitaine Alfred Salvatelli, chez lui, ainsi que de ses compagnons. À partir de cette dernière arrestation (10 février), le département de la Haute-Loire passe en région R6 (Auvergne). Le 27 mai 1943, ces trois arrestations, orchestrées par Geissler, figurent, en bonne place, au début du rapport Kaltenbrunner adressé à von Ribbentrop, ministre des Affaires étrangères du Reich.
Delestraint cherche ensuite, contre l'avis de Frenay (qui avait été nommé provisoirement délégué général de l'Armée secrète), à mettre l'Armée sous la tutelle des MUR. Frenay, en étant, d'un côté, le no 2 de l'Armée secrète, et, de l'autre, membre du comité de coordination de cette même armée, souhaite alors le rappel de Delestraint et sa propre nomination à la tête de l'Armée secrète, souhaits à nouveau écartés par les autres membres du comité de coordination, Moulin, d'Astier et Lévy.
À Londres, en février 1943, pour rencontrer les autorités alliées, Delestraint est chargé de faire de sa troupe le « noyau de la future armée française », estimée à 150 000 hommes. Par malheur, François Morin-Forestier est arrêté en mars, avec Raymond Aubrac, Maurice Kriegel-Valrimont et Serge Ravanel, des MUR, et ne peut être libéré qu'en mai, grâce à l'action de son ancien co-détenu, Raymond Aubrac. Sa libération ne permet pourtant pas son retour à l'état-major : trop exposé, il est exfiltré vers Londres. En avril, Delestraint repart une nouvelle fois à Paris où il arrive le 11 avril. Par le rapport du 4 juin, Moulin déplore les risques que prend Delestraint, accomplissant seul son travail alors qu'il devrait être mieux secondé.
Le 9 juin 1943, Delestraint, Gastaldo et Jean-Louis Théobald, un de leurs adjoints, sont arrêtés à Paris. Le 21 juin, une réunion d'état-major a lieu pour trouver un successeur à Delestraint à Caluire-et-Cuire. Le lieutenant-colonel Émile Schwarzfeld, candidat à la succession de Delestraint, Aubrac, candidat pour la direction en zone nord, et Lassagne, pour la zone sud, ainsi que d'autres chefs de la Résistance comme Moulin, Henri Aubry, René Hardy, Albert Lacaze et Bruno Larat sont faits prisonniers. En juillet 1943, le colonel Pierre Dejussieu-Pontcarral est nommé chef d'état-major d'une Armée secrète désormais sans chef officiel. Le chef d'état-major de la zone Sud est le général Jouffrault, jusqu'en août 1943, date à laquelle il est arrêté lui-aussi.
Le 1er février 1944, l'Armée secrète (de tendance gaulliste) est fondue dans les Forces françaises de l'intérieur (FFI), avec l'Organisation de résistance de l'Armée (ORA, giraudiste) et les Francs-tireurs et partisans français (FTPF, communistes, à ne pas confondre avec le mouvement Franc-Tireur).

## Dans les régions

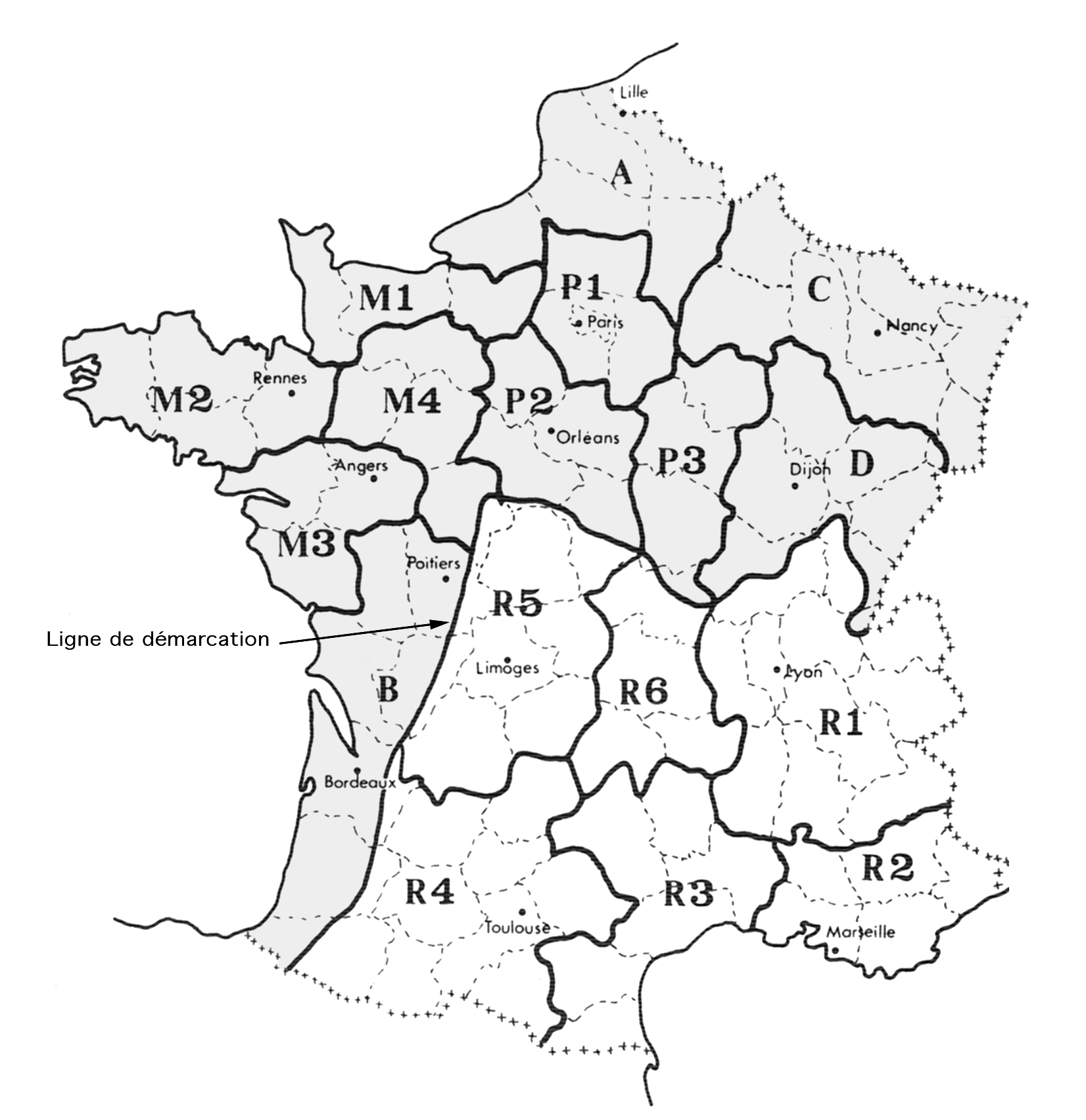
L'organisation des différentes régions de la Résistance.

Cette structure est surtout présente dans la moitié sud de la France : Rhône-Alpes (région de résistance R1) et Auvergne (région de résistance R6), mais aussi Limousin (région de résistance R5), le Sud-Est (région de résistance R2) et le Sud-Ouest (région de résistance R4). Elle correspond à l'organisation utilisée par Combat.
L'unification des régions de la zone libre ne prit que quelques semaines, les différents chefs étant choisis parmi les chefs régionaux en poste. En région « A », l'effectif fut quasiment entièrement composé de membres de l'OCM.
| Région           | Échelon                       | Chef                                                                              | Autres responsables                                           |
| ---------------- | ----------------------------- | --------------------------------------------------------------------------------- | ------------------------------------------------------------- |
| B                | Région                        | général Faucher                                                                   |                                                               |
| B                | Deux-Sèvres                   | Edmond Proust                                                                     |                                                               |
| B                | Gironde                       | Maurice Sère                                                                      |                                                               |
| M                | Région                        | général Louis-Alexandre Audibert                                                  |                                                               |
| M1               | Région                        |                                                                                   |                                                               |
| M1               | Calvados                      |                                                                                   | Robert Kaskoreff (3e bureau - Conduite des opérations)        |
| M2               | Région                        | général Marcel Allard                                                             |                                                               |
| M2               | Finistère                     | Mathieu Donnart Roger Bourrières                                                  |                                                               |
| M2               | Morbihan                      | Maurice Guillaudot Paul Chenailler                                                |                                                               |
| R1 - Rhône-Alpes | Région                        | 1er capitaine Claudius Billon 2e Robert Ducasse 3e capitaine Albert Chambonnet    | Pierre Lavergne (Maquis) André Vansteenberghe (renseignement) |
| R1 - Rhône-Alpes | Ain                           | André Bob Fornier capitaine Henri Romans-Petit                                    | Jean Perret Marcel Gagneux                                    |
| R1 - Rhône-Alpes | Haute-Savoie                  | commandant Jean Vallette d'Osia Henri Romans-Petit Joseph Lambroschini dit Nizier | Maurice Anjot (adjoint) Tom Morel (maquis)                    |
| R1 - Rhône-Alpes | Savoie                        | Henri Viltard                                                                     |                                                               |
| R1 - Rhône-Alpes | Isère                         | Samuel Job Albert Reynier cdt Albert de Seguin de Reyniès                         | cdt Albert de Seguin de Reyniès (état-major) Louis Nal        |
| R1 - Rhône-Alpes | Jura                          | Valentin Abeille                                                                  |                                                               |
| R1 - Rhône-Alpes | Loire                         | 1er lieutenant Gaëtan Vidiani 2e capitaine Jean Marey                             | Roger Laporte (adjoint, secteur Saint-Étienne)                |
| R1 - Rhône-Alpes | Haute-Loire                   | capitaine Alfred Salvatelli                                                       |                                                               |
| Saône-et-Loire   | Georges de la Ferté-Sénectère |                                                                                   |                                                               |
| R2 - Sud-Est     | Région                        | Henri Masi                                                                        | Charles Gonard (corps francs) Jean Garcin (corps francs)      |
| R2 - Sud-Est     | Bouches-du-Rhône              | Christian Ozanne Georges Flandre André Aune                                       |                                                               |
| R2 - Sud-Est     | Vaucluse                      | colonel Philippe Beyne                                                            |                                                               |
| R3 - Sud         | Région                        |                                                                                   | Marcel Galot (adjoint)                                        |
| R3 - Sud         | Gard                          | Albert Thomas                                                                     |                                                               |
| R3 - Sud         | Hérault                       | Georges Flandre                                                                   |                                                               |
| R3 - Sud         | Pyrénées-Orientales           | Louis Torcatis Dominique Cayrol                                                   |                                                               |
| R4 - Sud-Ouest   | Région                        | Paul Jonas Georges Delmas Maurice Rousselier                                      | Jacques Renard                                                |
| R4 - Sud-Ouest   | Ariège                        | Joseph-Paul Rambaud                                                               |                                                               |
| R4 - Sud-Ouest   | Haute-Garonne                 | commandant Rigal                                                                  |                                                               |
| R4 - Sud-Ouest   | Lot                           | Robert Noireau                                                                    |                                                               |
| R4 - Sud-Ouest   | Tarn                          | Robert Rossi                                                                      |                                                               |
| R5 - Limousin    | Région                        | Raymond Faro                                                                      |                                                               |
| R5 - Limousin    | Corrèze                       | Raymond Faro Martial Brigouleix                                                   | Marius Guédin (maquis) Louis Lemoigne (civil)                 |
| R5 - Limousin    | Creuse                        | Albert Fossey-François                                                            | Marcel Fleisser (maquis)                                      |
| R5 - Limousin    | Dordogne                      | Raymond Berggren Mojzesz Goldman Charles Mangold                                  | Maurice Loupias (Bergeret, corps francs)                      |
| R5 - Limousin    | Vienne                        | Edmond Bernard                                                                    |                                                               |
| R5 - Limousin    | Haute-Vienne                  | Yves Tavet                                                                        |                                                               |
| R5 - Limousin    | Indre                         | capitaine René Antoine (Carpy) Paul Mirguet                                       |                                                               |
| R6 - Auvergne    | Région                        | Jean Chappat                                                                      |                                                               |
| R6 - Auvergne    | Haute-Loire                   | Henri Chas                                                                        |                                                               |